# Annette Snell
Annette Snell (Miami, 22 de março de 1945 - Paulding, 4 de abril de 1977) foi uma cantora norte-americana.
Snell fez sucesso nas décadas de 1960 e 1970, com sucessos em R&B. No início da carreira, fez parte do grupo "The Fabulettes" e logo após, em carreira solo, quando emplacou o 19° lugar da Billboard (em 1973) com a música "You Oughta Be Here With Me".
Annette Snell foi uma das vítimas fatais no acidente aéreo do Voo Southern Airways 242, em 4 de abril de 1977.